# Sistema de tipos
Em linguagens de programação, um sistema de tipos é um conjunto de regras que atribuem uma propriedade chamada de tipo para as várias construções - tais como variáveis, expressões, funções ou módulos - que um programa de computador é composto. Este tipo representa muitas vezes uma descrição aproximada dos valores possíveis que as construções podem armazenar ou computar, ou as mensagens (chamadas de método) que eles vão responder. O objetivo principal de um sistema de tipos é reduzir erros em programas de computador através da definição de interfaces entre diferentes partes de um programa de computador, e em seguida, verificar que as partes tenham sido conectadas de uma maneira consistente. Essa verificação pode acontecer estaticamente (em tempo de compilação), dinamicamente (em tempo de execução) ou como uma combinação destes.

## Verificação de tipo

### Tipagem dinâmica
Tipagem dinâmica é uma característica de determinadas linguagens de programação, que não exigem declarações de tipos de dados, pois são capazes de escolher que tipo utilizar dinamicamente para cada variável, podendo alterá-lo durante a compilação ou a execução do programa.
Algumas das linguagens mais conhecidas a utilizarem tipagem dinâmica são: Python, Perl, Ruby, PHP, FoxPro e Lisp.
Contrasta com a tipagem estática, que exige a declaração de quais dados poderão ser associados a cada variável antes de sua utilização, por exemplo: C, C++, Java, entre outras.